# Potpurri

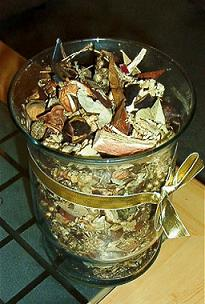
Potpurri av torkade växter.

Potpurri (av franska pot pourri, "rutten kruka") var ursprungligen en skämtsam benämning på en maträtt tillredd av en blandning av gamla matrester för att ta vara på dessa.
Därefter kom betydelsen att ändras till ört- och kryddblandningar som lades i tygpåsar eller krukor och placerades inomhus för att sprida behaglig doft och/eller dölja dålig lukt.
Potpurri används nuförtiden synonymt med medley i betydelsen "ett musikstycke som är sammansatt av flera andra musikstycken" samt mer allmänt i betydelsen "blandning" eller "sammansättning".
Inom konstmusiken har potpurriet periodvis varit en mycket omtyckt form.
På julskivor förekommer ofta så kallat jul-potpurri eller jul-medley, där flera julsånger läggs efter varandra på samma skivspår. Oftast är temat på dessa melodier "dans kring granen".